# Miloš Koterec
Miloš Koterec (ur. 11 października 1962 w miejscowości Partizánske) – słowacki polityk i dyplomata, w latach 2004–2009 poseł do Parlamentu Europejskiego, przedstawiciel Słowacji przy Organizacji Narodów Zjednoczonych, wiceminister obrony.

## Życiorys
Ukończył studia na Wydziale Elektrotechniki i Informatyki Słowackiego Uniwersytetu Technicznego w Bratysławie, następnie studiował handel zagraniczny na Uniwersytecie Ekonomicznym w Bratysławie, a także stosunki międzynarodowe i prawo na Uniwersytecie Komeńskiego.
W latach 1989–1993 pracował jako asystent na Słowackim Uniwersytecie Technicznym. W 1993 podjął pracę w Ministerstwie Spraw Zagranicznych Słowacji. W latach 1995–1999 był II i I sekretarzem w stałej misji Słowacji przy Organizacji Narodów Zjednoczonych, następnie powrócił do pracy w MSZ, m.in. jako kierownik Wydziału OBWE, Rozbrojenia i Rady Europy. W 2003 był chargé d’affaires ad interim stałej misji Słowacji przy NATO. W 2004 uzyskał mandat posła do Parlamentu Europejskiego z ramienia partii Kierunek – Socjalna Demokracja. Zasiadał w Komisji Rozwoju Regionalnego oraz delegacjach: ds. stosunków ze Zgromadzeniem Parlamentarnym NATO oraz Australią i Nową Zelandią, będąc wiceprzewodniczącym ostatniej delegacji (2007–2009).
W 2009 został stałym przedstawicielem Słowacji przy Narodach Zjednoczonych w randze ambasadora nadzwyczajnego i pełnomocnego. Później objął stanowisko wiceministra obrony.

## Odznaczenia
- Złoty Medal Wojska Polskiego – Polska, 2012[1]